# アルジェ摂政領

アルジェ摂政領
دولة الجزائر（アラビア語）
ایالت جزایر غرب（オスマン語）

国の標語: 
"دار الجهاد"
最後の砦
オスマン帝国内の位置

アルジェ摂政領（アルジェせっしょうりょう / アラビア語: دولة الجزائر / オスマン語: ایالت جزایر غرب）とは、北アフリカのバルバリア海岸（現：アルジェリア）に存在したオスマン帝国の属国（名目上）である。
16世紀に勃発したオスマン・ハプスブルク戦争がきっかけで摂政領が設立されたが、オスマン帝国が戦争に敗北した事でヨーロッパ各国はアルジェ摂政領と交渉、軍事行動も厭わない政策を行いアルジェ摂政領はオスマンから解放する事に成功した。
1659年のアガス革命でアルジェ摂政領は主権を獲得してオスマン帝国から独立し、独自の評議会ディヴァーンによって統治者を選出した。
フランス王国は1830年6月14日にアルジェ摂政領に侵攻、摂政領は7月5日に降伏して統治者のフセイン・デイがナポリに亡命した事でアルジェ摂政領は滅亡した。